# 室山真弓
室山真弓（室山まゆみ）是日本漫畫家室山真弓（1955年8月30日—）與室山真理子（1957年9月27日—）合作的雙人組。

## 經歷
室山真弓與真理子兩姊妹出身日本熊本縣，中學時開始投稿漫畫雜誌，迨妹妹真理子高中畢業，姊妹倆即一同至東京發展，一年後（西元1976年）兩人以「室山真弓（室山まゆみ）」這個筆名於小學館的《別冊少女漫畫》出道。
1985年以《鹹蛋ㄚ頭》獲得第31回小學館漫畫賞兒童向部門賞，2013年再度以本作獲得小學館漫畫賞的審査員特別賞。2014年以《鹹蛋丫頭》獲得第43屆日本漫畫家協會賞大賞。
室山真弓的作品裡提及作者代表作往往以「NEXT ONE」表示，是作者勉勵自己能不斷進步之意。